# Sexuální průmysl

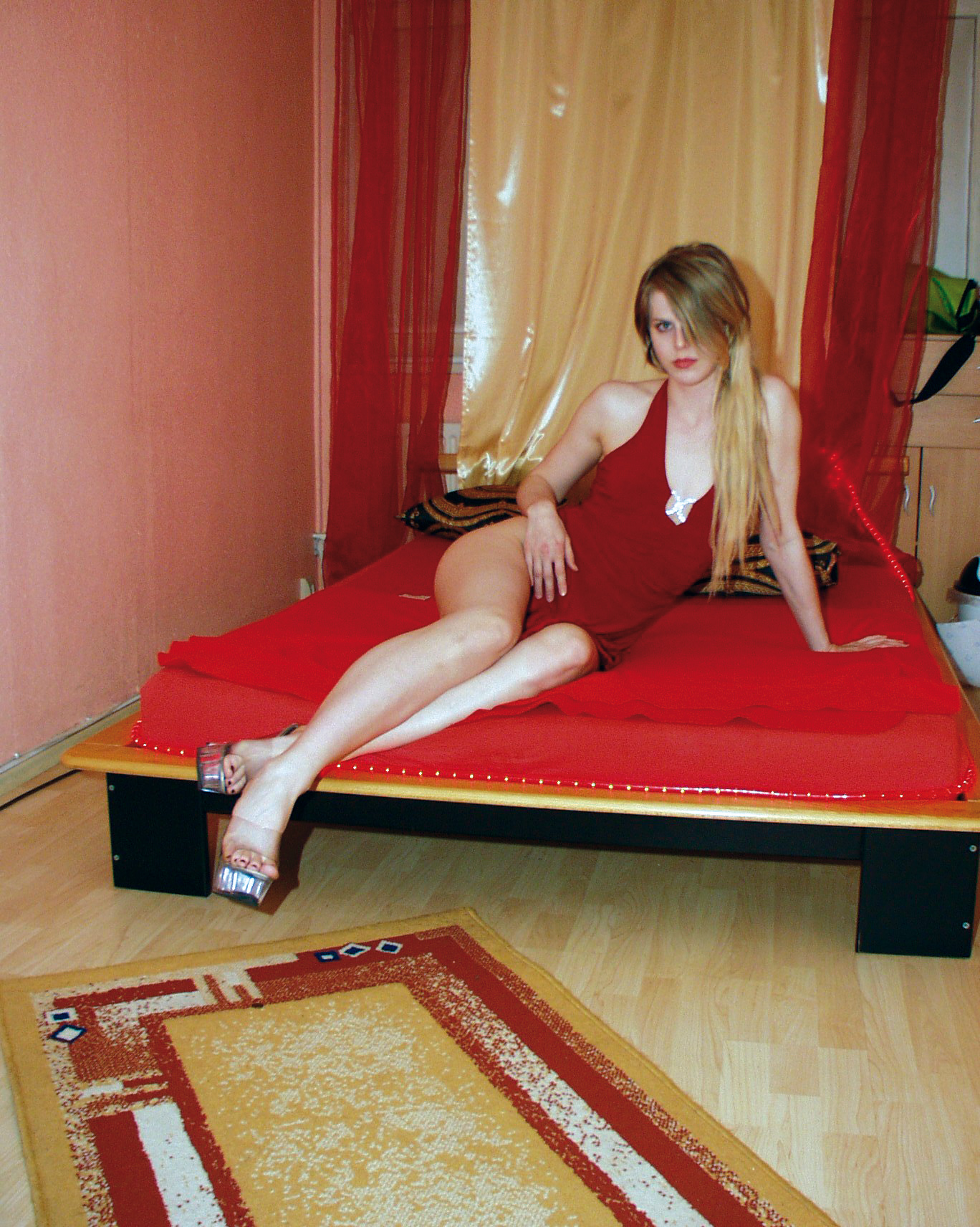
Německá sexuální pracovnice

Sexuální průmysl, či též sexbyznys, je podnikání, které generuje zisk poskytováním sexuálních služeb a produktů za úplatu. Zahrnuje jak přímý fyzický kontakt (např. prostituce, tanec na klíně), tak nepřímou sexuální stimulaci (např. pornografie, striptýz, sex po telefonu, počítačový sex). Podle legislativy jednotlivých zemí je legální nebo nelegální. Jeho podkategorií je pornoprůmysl, který je však někdy vyčleňován jako samostatné odvětví, které se sexuálním průmyslem pouze souvisí.
V České republice má sexuální průmysl odhadovaný roční obrat 10 miliard korun.